# Otto Knille
Otto Knille, född den 10 september 1832 i Osnabrück, död den 7 april 1898 i Merano, var en tysk målare.
Knille var från 1848 lärjunge vid akademien i Düsseldorf, studerade därefter i Paris, fyra år i München och tre år i Italien. Efter sin hemkomst målade han 1865 i slottet Marienburg (Hannover) al fresko en följd av thüringska sagor, varefter han 1866 slog sig ned i Berlin, vid vars akademi han 1875 blev lärare och 1877 professor. Hans huvudarbete blev bravurtavlan Tannhäuser och Venus (1873; nationalgalleriet). Sedan målade han friser med grupper av berömda män i universitetsbiblioteket (1884 ff.). Knille skrev ett par små broschyrer om måleri.